# Gran Premi de Gran Bretanya del 1980
Resultats del Gran Premi de la Gran Bretanya de Fórmula 1 de la temporada 1980, disputat al circuit de Brands Hatch el 13 de juliol del 1980.

## Resultats
| Pos | No | Pilot                 | Equip             | Voltes | Temps/ Retirada | Pos. de sortida | Punts |
| --- | -- | --------------------- | ----------------- | ------ | --------------- | --------------- | ----- |
| 1   | 27 | Alan Jones            | Williams - Ford   | 76     | 1h 34' 49. 228  | 3               | 9     |
| 2   | 5  | Nelson Piquet         | Brabham - Ford    | 76     | + 11.007 s      | 5               | 6     |
| 3   | 28 | Carlos Reutemann      | Williams - Ford   | 76     | + 13.285 s      | 4               | 4     |
| 4   | 4  | Derek Daly            | Tyrrell - Ford    | 75     | + 1 Volta       | 10              | 3     |
| 5   | 3  | Jean Pierre Jarier    | Tyrrell - Ford    | 75     | + 1 Volta       | 11              | 2     |
| 6   | 8  | Alain Prost           | McLaren - Ford    | 75     | + 1 Volta       | 7               | 1     |
| 7   | 6  | Hector Rebaque        | Brabham - Ford    | 74     | + 2 Voltes      | 17              |       |
| 8   | 7  | John Watson           | McLaren - Ford    | 74     | Motor           | 12              |       |
| 9   | 29 | Riccardo Patrese      | Arrows - Ford     | 73     | + 3 Voltes      | 21              |       |
| 10  | 1  | Jody Scheckter        | Ferrari           | 73     | + 3 Voltes      | 23              |       |
| 11  | 50 | Rupert Keegan         | Williams - Ford   | 73     | + 3 Voltes      | 18              |       |
| 12  | 20 | Emerson Fittipaldi    | Fittipaldi - Ford | 72     | + 4 Voltes      | 22              |       |
| 13  | 30 | Jochen Mass           | Arrows - Ford     | 69     | + 7 Voltes      | 24              |       |
| NC  | 16 | René Arnoux           | Renault           | 67     | No Classificat  | 16              |       |
| Ret | 25 | Didier Pironi         | Ligier - Ford     | 63     | Roda            | 1               |       |
| Ret | 9  | Marc Surer            | ATS - Ford        | 59     | Motor           | 15              |       |
| Ret | 11 | Mario Andretti        | Lotus - Ford      | 57     | Caixa canvi     | 9               |       |
| Ret | 23 | Bruno Giacomelli      | Alfa Romeo        | 42     | Virolla         | 6               |       |
| Ret | 2  | Gilles Villeneuve     | Ferrari           | 35     | Motor           | 19              |       |
| Ret | 26 | Jacques Laffite       | Ligier - Ford     | 30     | Neumàtics       | 2               |       |
| Ret | 22 | Patrick Depailler     | Alfa Romeo        | 27     | Motor           | 8               |       |
| Ret | 31 | Eddie Cheever         | Osella - Ford     | 17     | Suspensions     | 20              |       |
| Ret | 12 | Elio de Angelis       | Lotus - Ford      | 16     | Suspensions     | 14              |       |
| Ret | 15 | Jean Pierre Jabouille | Renault           | 4      | Motor           | 13              |       |
| NVQ | 14 | Jan Lammers           | Ensign - Ford     |        |                 |                 |       |
| NVQ | 21 | Keke Rosberg          | Fittipaldi - Ford |        |                 |                 |       |
| NVQ | 43 | Desiré Wilson         | Williams - Ford   |        |                 |                 |       |

## Altres
- Pole: Didier Pironi 1' 11. 004

- Volta ràpida: Didier Pironi 1' 12. 368 (a la volta 54)